# Dasyses obliterata
Dasyses obliterata är en fjärilsart som beskrevs av László Anthony Gozmány. Dasyses obliterata ingår i släktet Dasyses och familjen äkta malar. Inga underarter finns listade i Catalogue of Life.